# 33% G.R.A.T.I.S.
33% G.R.A.T.I.S. - płyta Nagłego Ataku Spawacza wydana w 2002 roku przez SPV Poland. Album  został nagrany w całości bez Faziego. Promocji płyty służył teledysk do nagrania „Czujesz jak ja”.

## Lista utworów
1. „Blachary”
2. „Egoiści”
3. „Ciągle do przodu”
4. „A co! A jak!”
5. „Hmmm...”
6. „Żal za grzechy”
7. „Miasto, Masa, Maszyna”
8. „Mucha”
9. „Kłamstwa”
10. „Właściwy trop”
11. „Politycy”
12. „My to lubimy”
13. „Czujesz jak ja”
14. „Sama prawda”
15. „Konflikty”
16. „Wściekli emce”
17. „Za ostatnimi drzwiami”

## Skład
- Goślina - teksty, rap
- Kaczmi - teksty, rap
- Kamień - teksty, rap